# Heteroclitopus ferreirae
Heteroclitopus ferreirae är en skalbaggsart som beskrevs av Branco 1991. Heteroclitopus ferreirae ingår i släktet Heteroclitopus och familjen bladhorningar. Inga underarter finns listade i Catalogue of Life.